# 前十字韌帶受傷
前十字韌帶受傷是指前十字韧带（英語：anterior cruciate ligament，ACL）拉伸、部分撕裂或完全撕裂。其中完全撕裂最常见。症状包括疼痛、受伤时发出声響、膝關節不稳定及膝關節積液。肿胀通常在數小时内出现。约半數患者，膝關節周邊的其他结构（如：韧带、软骨或半月板）也同時受损。
致病機轉通常是快速改变方向、急停、跳跃后落地或直接撞到膝關節。在运动员中更为常见，特別是高山滑雪、足球、美式足球或篮球的运动员 。身體检查即可诊断，有时需要磁共振成像確認。身體检查會发现膝关节周围压痛，活动范围變小，关节松弛度增加。
可以透過運動訓練和腹部運動來预防 。治疗建议取决于想要恢復的運動狀況。未来運動強度较低的，使用護具和物理治疗等非手術治疗即可。但活动量较大者，通常建议以关节镜建行前十字韌帶重建術修复。手術需要使用自身其他部位或尸体的肌腱进行替换。术后復健需要慢慢扩大关节活动范围，并强化膝關節周围的肌肉。若要进行手术，通常會等到受伤引起的初始發炎消退后才进行。
每年美国约有20万人受到影响。在某些运动中，女性发生的风险更高，而其他运动，男女的發生率相近 。虽然完全撕裂患者，膝关节骨关节炎的發生率較高，肌腱修復等治療似乎不會降低骨關節炎的风险。